# Myrten

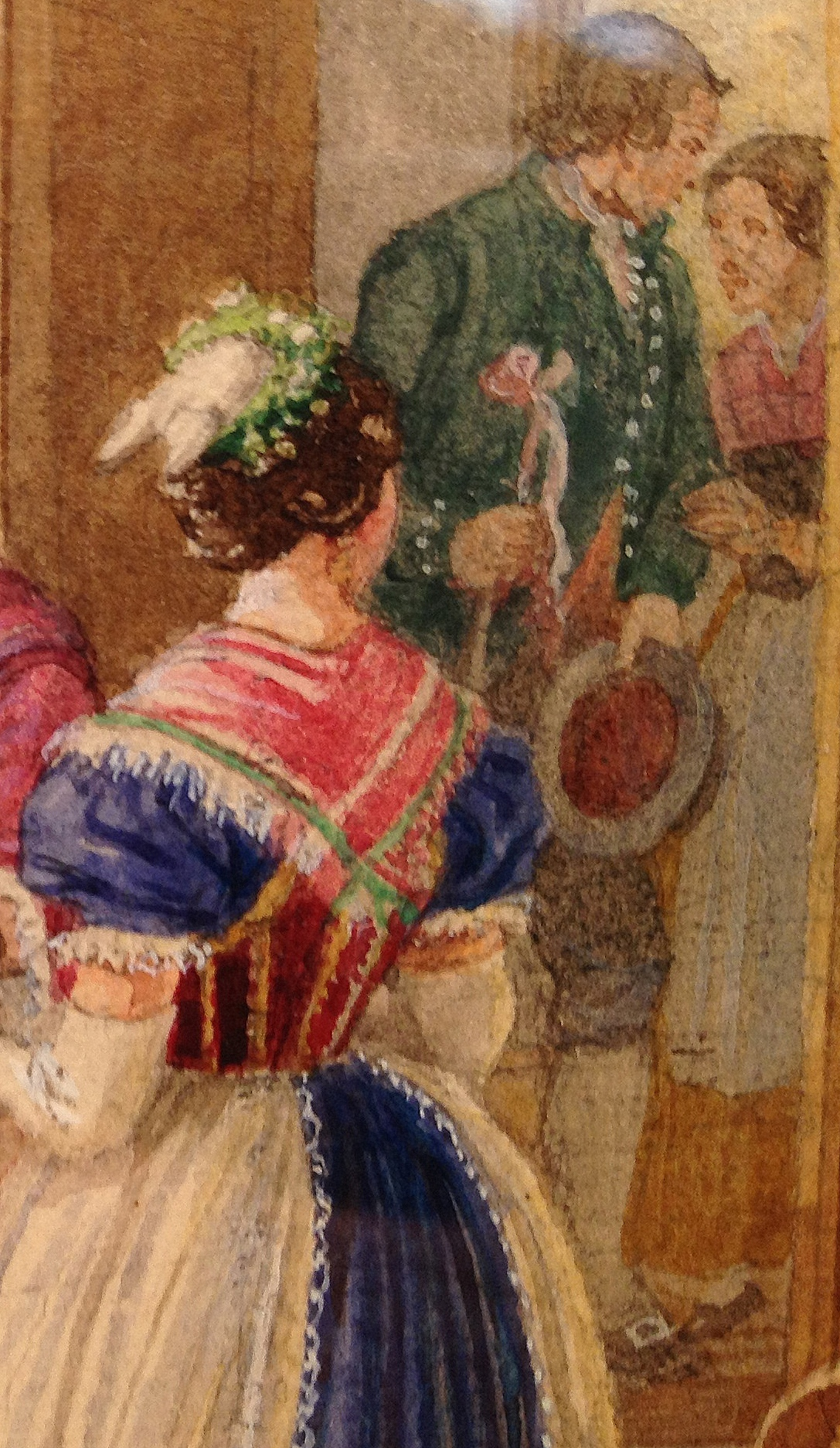
Brudtärna med myrtenkrans och huva

Myrten (Myrtus communis) är en art i myrtensläktet (Myrtus) i familjen myrtenväxter och förekommer naturligt i Medelhavsområdet. Arten odlas såväl för sina aromatiska som ornamentala egenskaper. I Sverige odlas vanligen de småväxta sorterna 'Tarentina' och 'Microphylla Variegata'.
Arten är mycket mångformig och detta har lett till att en rad typer fått vetenskapliga namn. Numera betraktas de flesta som inom den naturliga variationen. En del odlade former betraktas som sorter, snarare än naturliga underarter eller varieteter.
Enligt en Wiki: Myrtus communis, vanlig myrten eller äkta myrten, är en art av blommande växter i myrtenfamiljen Myrtaceae. Det är en vintergrön buske med ursprung i södra Europa, Nordafrika, Västasien, Makronesien och den indiska subkontinenten, och även odlad. Växten är en vintergrön buske eller ett litet träd som växer till 5 meter högt(). Bladen är 2–5 centimeter långa, med en doftande eterisk olja.

## Användning

### Odling
Växten odlas som rumsväxt i bland annat Sverige. Varianten brudmyrten (se nedan) har mindre blad och ett mer kompakt växtsätt.

### Bröllopstradition
Myrten har en lång tradition av att höra samman med bröllop. Kransar av myrten bars av brudarna under den grekiska antikens bröllopsceremonier, och redan innan dess användes den som brudkrans bland judar under den babyloniska fångenskapen. Traditionen kan därför härstamma från Mesopotamiens fornkulturer.
I Sverige infördes traditionen med brudkrans av myrten i slutet av 1700-talet. Den började användas i samband med den vita brudklänningen, och närmast inspirerades det hela av franska dåtida seder och var del av samtidens allmänna nyantika svärmeri.

## Sorter
- 'Acutifolia' ('Acuta', 'Mucronata') - upprättväxande med långa, spetsiga, lansettlika blad.
- 'Albocarpa' - har rent vita frukter.
- 'Baetica' ('Boetica') - har korta vridna grenar, breda, ovala till lansettlika, mörkt gröna blad och större frukter än vanligt för arten. Frukterna är starkt aromatiska.
- 'Balsamica' - liknar granatäpple i växtsättet.
- 'Barbara' - komakt sort med tidig fruktsättning. Frukterna är blåsvarta med vitt kött och få frön.
- 'Belgica' - med långa breda, ovala blad.
- 'Buxifolia' - normalt växande, men med mindre, buxbom-liknande blad.
- 'Compacta' ('Tarentina Compacta') - en kompakt och mycket tätt förgrenad sort, ibland dock gles och endast rikt förgrenad i topparna.
- 'Flore Pleno' - har vita fylldblommiga blommor som vara längre än enkla blommor. i övrigt som 'Tarentina'.
- 'Italica' - smalt upprättväxande med 3 cm långa och 1 cm breda, ovala till alnsettlika blad.
- 'Latifolia' - bladen blir 2–3 cm långa och 1–1,5 cm breda, avlånga med utdragen spets.
- 'Leucocarpa' - normalt växande, med vita frukter.
- 'Melanocarpa' - normalväxande, med helt svarta frukter.
- 'Microphylla Variegata' - som 'Tarentina', men med vitkantade blad.
- 'Minima' ('Minor'?) - en kompakt och mycket småbladig sort.
- 'Penlee' - har glänsande gröna blad med gräddgula kanter. Blommorna är vita och frukterna mörkt purpur.
- 'Pumila' - kompakt dvärgsort med tätt förgrenade grenar. Bladen blir 12 × 4,6 mm.
- 'Romana' - har stora, upp till 4,5 cm långa och 2 cm breda blad. De är brett ovala, utdraget spetsiga, ljust gröna och sitter i kransar om tre till fyra.
- 'Tarentina' ('Jenny Reitenbach', 'Microphylla', 'Nana') brudmyrten - kompakt buske med små, smala blad. Blommorna är tonade i rosa och frukterna vita.
- 'Tarentina Variegata' - som 'Tarentina', men med grågröna blad, med gräddvita kanter.
- 'Variegata' - normalt växande, med gräddvita bladkanter.

## Synonymer
För vetenskapliga synonymer, se .